# 威瑞信
威瑞信（VeriSign,Inc.）是美國一家專注於多種網路基礎服務的上市公司，位於弗吉尼亚州赖斯顿。該公司將他們的業務統稱為「智慧基礎設施服務」（Intelligent Infrastructure Services）。
VeriSign的主要業務有管理世界13台根伺服器中的2台（A與J），.com、.net和.name通用頂級域名以及.cc和.tv国家代码顶级域名的注册，还包括.jobs、.gov和.edu顶级域名后端系统的运营。北美最大的SS7訊號網路中的一個、EPCglobal委託的射頻識別目錄。除外，还提供一系列的安全服务，包括管理型DNS服务（MDNS）、分布式拒绝服务（Distributed Denial of Service，DDoS）的防御，以及网络威胁报告。
此外，VeriSign因為擁有多項安全技術，所以也提供電子憑證、付款處理等安全服務，還有手機漫遊、行動裝置的數位內容下載、免付費電話資料庫查詢等防火牆的管理也是VeriSign的經營項目。
VeriSign由公開金鑰加密技術先鋒RSA.com於1995年脫離出來。
2010年，威瑞信将其认证业务以12.8亿美元的价格出售给赛门铁克公司，其中包括SSL认证服务、公钥基础设施（PKI）服务、威瑞信信任印章，以及威瑞信身份保护（VIP）认证服务。
威瑞信的前任首席财务官Brian Robins在2010年8月宣布，由于公司95%的业务都在东海岸，因此公司会在2011年从原来的总址加州山景城迁移至北弗吉尼亚州的杜勒斯。
2014年初，美国政府宣布将“放弃对互联网域名命名系统的监管给非政府实体”，使Verisign的股价大幅下挫。最终，ICANN选择继续选择VeriSign作为根域维护者的角色，并且两者在2016年签订了新合同。
2018 年 10 月 25 日，NeuStar, Inc. 收购了 VeriSign 的安全服务客户合同。此次收购有效转让了 Verisign的对阻断服务攻击 (DDoS)的保护、域名系统（DNS）、域名系统防火墙等服务。